# Hypothemis hageni
Hypothemis hageni – gatunek ważki z rodziny ważkowatych (Libellulidae); jedyny przedstawiciel rodzaju Hypothemis. Endemit Fidżi.